# Václav Trmač
Reverendus Dominus ICLic. Václav Trmač (* 15. března 1959 Tišnov) je český římskokatolický kněz, děkan blanenského děkanství.
Na kněze byl vysvěcen 24. června 1989. Od roku 1999 působí jako farář v Jedovnicích, v letech 1999 až 2015 byl také administrátor excurrendo ve farnosti Ostrov u Macochy. Od roku 1999, kromě funkce blanenského děkana, vykonává rovněž funkci soudce církevního soudu v Brně. Podílel se na opravách moderního senetářovského kostela, který patří do jedovnické farnosti.
K jeho zájmům patří mj. fotografování, uspořádal několik fotografických výstav.